# 昭和プロダクション
株式会社昭和プロダクション（しょうわプロダクション）は大阪府大阪市に本社を置く芸能事務所
。

## 概要
主に近畿方面で活動するタレントのマネジメントを行う。1962年の設立当初は音楽プロダクションだった。
2023年9月1日に、代表取締役社長が谷村淳司から山川貴生（近藤光史のマネージャー）に交代した。谷村は新事務所「一丁目一番地」を立ち上げ、浜村淳、水谷ひろし、桜井一枝などが移籍した。

## 主な所属タレント
- 神吉宏充（将棋棋士）
- 近藤光史（元毎日放送アナウンサー）
- 堀浩司
- 久路流平
- 坂下和也
- アズマッチ
- 梅若基徳
- 早田和泰（元山陽放送アナウンサー）
- 佐々木美絵（元毎日放送アナウンサー）
- 阿部宏美（元ニッポン放送アナウンサー）
- 大浦理子（元テレビ金沢アナウンサー）
- 朝山くみ（元東海テレビアナウンサー）
- 清水理恵子
- 高橋優子（元長崎文化放送アナウンサー）
- 住友未央
- 山口りえ
- 熊谷奈美
- 上代貴子
- 堀内優美
- 新口絢子
- 七井貴行

## 過去の所属タレント
- 安達治彦
- 羽川英樹（元読売テレビ放送アナウンサー）
- 寺谷一紀（元NHKアナウンサー）
- 梅田エリカ（現在はマーキュリングに所属）
- 谷口広明（谷口廣明）（Sports Zoneを立ち上げ独立）
- 大内真紀
- 伊舞なおみ（劇団パロディフライ、2015年2月からボズアトール所属[1]）
- 塩田利幸（元関西テレビアナウンサー、在籍中に死去）
- 中村鋭一（元朝日放送[2]アナウンサー、在籍中に死去）
- 塩乃華織（日本クラウン）
- きんた・ミーノ（在籍中に死去）
- キダ・タロー（オフィスとんでに移籍）
- 木田美千代（同上）
- 浜村淳（現在は一丁目一番地に所属）
- 桜井一枝（同上）
- 水谷ひろし（同上）
- 華陽子（同上）
- 佐藤誠（元NHKアナウンサー、同上）
- 佐藤一段
- 森本光（元瀬戸内海放送アナウンサー）
- 藤村真知子（元南海放送アナウンサー）
- 西村祐美
- 日乃陽菜美

### 過去に業務提携していたタレント
- 劇団パロディフライ（パロディフライ・プロダクション）
  - 妹尾和夫（主宰・座長・CEO）
  - 岩崎なおあき
  - 松井桂三
  - 安井牧子
  - 傳裕子
  - 松本ルナ